# Langley Kirkwood
Langley Jack Kirkwood (Bromley, Inglaterra, 14 de abril de 1973) es un actor británico-sudafricano, conocido por aparecer en la película Invictus.

## Biografía
Nació en Bromley, Inglaterra, de madre india y padre sudafricano de origen inglés. Su familia se trasladó a Sudáfrica cuando era pequeño. Como hijo de un poeta y una profesora de arte, estuvo expuesto a la literatura y las artes desde muy pequeño y se enamoró de la interpretación en sus años escolares. Estudió arte dramático en el instituto y en la Universidad del Witwatersrand de Johannesburgo, y empezó a trabajar en teatro inmediatamente después.
Debutó en el Market Theatre de Johannesburgo con el premiado papel de Billy the Kid, al que siguieron actuaciones nominadas en otras producciones teatrales tanto en Johannesburgo como en Ciudad del Cabo, y otro premio como Biff Loman en Muerte de un viajante, de Arthur Miller. Tuvo dos hijos, Willow y Phoenix, con la ex modelo de Calvin Klein, Josie Borain.
En 2002 se casó con la modelo africana y fotógrafa Josie Borain. La pareja tiene tres hijos, Peter-Raven, Willow y Phoenix Kirkwood. Kirkwood y Borain se divorciaron en el 2012.

## Carrera
En 2004 interpretó al vampiro Orlock en la película Dracula 3000 protagonizada por Casper Van Dien y Udo Kier.
En 2005 apareció en la miniserie The Triangle donde interpretó a Bill Granger.
En 2008 dio vida al sargento Steven Lovell, el líder del equipo 3 en la serie Generation Kill.
En 2009 obtuvo un papel secundario en la película Invictus donde interpretó a un guardia presidencial.
En 2011 apareció como invitado en la popular serie Strike Back: Project Dawn donde interpretó a Dieter Hendricks, un exagente de las fuerzas especiales sudafricanas y jefe del equipo de seguridad de Gerald Crawford (Iain Glen).
En 2012 obtuvo un papel secundario en la película Death Race 3: Inferno donde interpretó al doctor Klein; ese mismo año obtuvo un papel secundario en la película Dredd donde interpretó al corrupto juez Lex.
En 2013 interpretó a David en la miniserie The Bible y a Stuart en la serie SAF3. 
Ese mismo año apareció en la película The Challenger donde dio vida a un ingeniero de la avionática. 
En 2014 apareció en la serie estadounidense Black Sails donde interpretó al capitán Dyfed Bryson.
Ese mismo año se unió al elenco recurrente de la serie Dominion donde interpretó a Jeep Hanson, el padre adoptivo del sargento Alex Lannon (Christopher Egan), Jeep es asesinado poco después de su regreso por Roan, un ángel de alto rango disfrazado de niño.
En abril del mismo año se anunció que se había unido al elenco recurrente de la tercera temporada de la serie Banshee, donde interpretará a un excomando que dirige un negocio ilegal en el campamento Genoa.

## Filmografía[3]

### Series de televisión
| Año             | Serie                     | Personaje           | Notas                               |
| --------------- | ------------------------- | ------------------- | ----------------------------------- |
| 2023            | One Piece                 | Morgan              | 2 episodios                         |
| 2015 - presente | Banshee                   | Col. Douglas Stowe  | -                                   |
| 2014            | Dominion                  | Jeep Hanson         | 3 episodios                         |
| 2014            | Black Sails               | Cap. Dyfed Bryson   | 3 episodios                         |
| 2013            | SAF3                      | Stuart              | episodio "Unknown Soldier"          |
| 2013            | The Bible                 | David               | episodio "Kingdom" - miniserie      |
| 2012            | Leonardo                  | Felipe              | episodio "Hitched"                  |
| 2011            | Curiosity                 | Rusa                | episodio "What Destroyed Atlantis?" |
| 2011            | Strike Back: Project Dawn | Dieter Hendricks    | 2 episodios                         |
| 2011            | Outcasts                  | Rudi                | 7 episodios                         |
| 2009            | The Prisoner              | Oficial de Bomberos | miniserie                           |
| 2008            | Generation Kill           | Sgt. Steven Lovell  | 7 episodios                         |
| 2007            | Hard Copy                 | Jason Cornish       | episodio "The Measure of a Man"     |
| 2007            | Wild at Heart             | Johnny              | 2 episodios                         |
| 2005            | The Triangle              | Bill Granger        | 3 episodios - miniserie             |
| 2005            | Charlie Jade              | Ren Porter          | 8 episodios                         |
| 2004            | Snitch                    | Bob Mailer          | -                                   |
| 1998            | Isidingo                  | Gustav              | -                                   |
| 1997            | Natural Rhythm            | Pedro               | miniserie                           |

### Películas
| Año  | Título                                                    | Personaje            | Notas                                                                                |
| ---- | --------------------------------------------------------- | -------------------- | ------------------------------------------------------------------------------------ |
| 2018 | Mia y el león blanco                                      | John Owen            | junto a Mélanie Laurent, Daniah De Villiers, Ryan Mac Lennan & Brandon Auret         |
| 2014 | Seal Team Eight                                           | Teniente Parker      | junto a Tom Sizemore, Tanya van Graan, Lex Shrapnel & Eugene Khumbanyiwa             |
| 2014 | The Salvation                                             | Hombre con Barba     | junto a Eva Green, Mads Mikkelsen, Jeffrey Dean Morgan & Michael Raymond-James       |
| 2013 | Felix                                                     | Jeff Junior          | junto a Okwethu Banisi, Andrea Dondolo, Nicholas Ellenbogen & Wonga Fasi             |
| 2013 | The Challenger                                            | Ingeniero            | junto a Joanne Whalley, William Hurt, Bruce Greenwood, Brian Dennehy & Kevin McNally |
| 2012 | Death Race 3: Inferno                                     | Doctor Klein         | junto a Luke Goss, Tanit Phoenix, Dougray Scott, Danny Trejo & Ving Rhames           |
| 2012 | Dredd                                                     | Juez Lex             | junto a Karl Urban, Olivia Thirlby, Lena Headey, Karl Thaning & Domhnall Gleeson     |
| 2012 | Die Jagd nach dem weißen Gold                             | Arno Rohwick         | junto a Walter Sittler, Katharina Abt, Susanne Bormann & Ulrike Krumbiegel           |
| 2011 | Atlantis: End of a World, Birth of a Legend               | Rusa                 | junto a Stephanie Leonidas, Reece Ritchie, Natalie Becker, Tony Caprari & Tom Conti  |
| 2009 | Invictus                                                  | Guardia Presidencial | junto a Morgan Freeman, Matt Damon, Tony Kgoroge, Matt Stern & Adjoa Andoh           |
| 2009 | Endgame                                                   | Jack Swart           | junto a William Hurt, Chiwetel Ejiofor, Jonny Lee Miller, Mark Strong & Derek Jacobi |
| 2008 | Coronation Street: Out of Africa                          | Ed Teal              | junto a Katherine Kelly, Michelle Keegan, Jennie McAlpine & Brooke Vincent           |
| 2007 | The Three Investigators and the Secret of Skeleton Island | Tom Farraday         | junto a Chancellor Miller, Nick Price, Cameron Monaghan, Naima Sebe & James Faulkner |
| 2007 | Cross Line                                                | Jones                | corto - junto a Danny Keogh & Susanna Morrison                                       |
| 2006 | Der Kranichmann                                           | -                    | junto a Suzan Anbeh, Bernhard Schir, Jonathan Beck & Maria Bachmann                  |
| 2006 | Mercenary for Justice                                     | Kruger               | junto a Steven Seagal, Jacqueline Lord, Roger Guenveur Smith & Luke Goss             |
| 2004 | Dead Easy                                                 | Lloyd                | junto a Richard Grieco, Thandi Puren, Joanna Pacula & Brendan Pollecutt              |
| 2004 | Murmur                                                    | Billy                | junto a Rodrigo dos Santos & Milan Murray                                            |
| 2004 | Blast                                                     | Agente Phillips      | junto a Eddie Griffin, Vinnie Jones, Breckin Meyer, Shaggy & Vivica A. Fox           |
| 2004 | Dracula 3000                                              | Orlock               | junto a Casper Van Dien, Erika Eleniak, Alexandra Kamp-Groeneveld & Grant Swanby     |
| 2004 | King Solomon's Mines                                      | Sergei               | junto a Patrick Swayze, Alison Doody, Roy Marsden, Gavin Hood & Hakeem Kae-Kazim     |
| 2004 | Berserker                                                 | Vikingo              | junto a Paul Johansson, Craig Sheffer, Kari Wuhrer, Patrick Bergin & David Dukas     |
| 2004 | Country of My Skull                                       | Boetie               | junto a Samuel L. Jackson, Juliette Binoche, Brendan Gleeson & Menzi Ngubane         |
| 2004 | Charlie                                                   | Eddy Richardson      | junto a Luke Goss, Steven Berkoff, Leslie Grantham, Marius Weyers & Nicole Sherwin   |
| 2003 | The Bone Snatcher                                         | Paul                 | junto a Scott Bairstow, Rachel Shelley, Warrick Grier, Patrick Shai & Andre Weideman |
| 2003 | The Dashing Diner                                         | Maître               | corto - junto a Gérard Rudolf & Dean Slater                                          |
| 2003 | Red Water                                                 | Brett van Ryan       | junto a Lou Diamond Phillips, Kristy Swanson, Coolio, Jaimz Woolvett & Rob Boltin    |
| 2003 | Consequence                                               | Agente del Papa      | junto a Armand Assante, Lola Glaudini, Ricky Schroder, Grant Swanby & Marius Weyers  |
| 2003 | Citizen Verdict                                           | Vince Turner         | junto a Armand Assante, Jerry Springer, Roy Scheider & Raffaello Degruttola          |
| 2003 | Für immer verloren                                        | Ali                  | junto a Veronica Ferres, Walter Sittler, Erol Sander & Pasquale Aleardi              |
| 2001 | Final Solution                                            | Pieter               | junto a John Kani, Jan Ellis, Andrew Faure, Vusi Kunene & David S. Lee               |
| 1999 | Die Spesenritter                                          | -                    | junto a Michael Gitter, Gerald Alexander Held, Harald Juhnke & Danny Keogh           |
| 1999 | Pirates of the Plain                                      | Gerente de Crédito   | junto a Tim Curry, Seth Adkins, Jeffrey Pillars, Dee Wallace & Charles Napier        |

### Teatro
| Año  | Obra                       | Personaje   | Teatro           | Notas |
| ---- | -------------------------- | ----------- | ---------------- | ----- |
| 2001 | Death of a Salesman        | Biff Loman  | Baxter Theatre   | -     |
| 2001 | Locked                     | -           | Artscape Theatre | -     |
| 2000 | Birdy                      | Sargento Al | Civic Theatre    | -     |
| 2000 | Hello and Goodbye          | Johnny      | Baxter Theatre   | -     |
| 1999 | Southern Born for Artscape | Ash         | -                | -     |
| 1996 | Shooting Billy the Kid     | -           | Market Theatre   | -     |
| 1996 | Indiscretions              | Michael     | Civic Theatre    | -     |
| 1996 | Mojo                       | Baby        | Market Theatre   | -     |
| -    | A Lie of the Mind          | Baylor      | Little Theatre   | -     |
| -    | The Real Inspector Hound   | Simon       | Little Theatre   | -     |
| -    | Blasted                    | Ian         | Little Theatre   | -     |
| -    | Twelfth Night              | Sebastian   | Market Theatre   | -     |

## Premios y nominaciones
| Año  | Categoría                       | Premio             | Obra                   | Resultado |
| ---- | ------------------------------- | ------------------ | ---------------------- | --------- |
| 2002 | Best Actor                      | Fleur du Cap Award | Death of a Salesman    | Ganó      |
| 2000 | Best Actor                      | FNB Vita Award     | Birdy                  | Nominado  |
| 1999 | Best Supporting Actor           | FNB Vita Award     | Southern Born          | Nominado  |
| 1996 | Best Performance by a New Actor | FNB Vita Award     | Shooting Billy the Kid | Ganó      |